# Río Yanatile
Der Río Yanatile ist ein 85 km (einschließlich Quellflüssen: 124 km) langer rechter Nebenfluss des Río Urubamba im Osten von Peru in der Region Cusco. 

## Flusslauf
Der Río Yanatile entsteht am Zusammenfluss von Río Lares (links) und Río Amparaes (rechts) auf einer Höhe von etwa 2300 m an der Grenze der Distrikte Lares und Yanatile. Die Quellflüsse entspringen in der Cordillera Urubamba. Der Rìo Yanatile durchquert das Bergland nördlich der Cordillera Urubamba in nordnordwestlicher Richtung. Ab Flusskilometer 50 wendet er sich allmählich nach Westen. Bei Flusskilometer 40 passiert der Fluss die am rechten Ufer gelegene Kleinstadt Quebrada Honda. Bei Flusskilometer 27 trifft der Río Ocobamba von Süden kommend auf den Río Yanatile. Dieser  passiert noch bei Flusskilometer 2,5 die Kleinstadt Quellouno, bevor er in den Río Urubamba mündet. Die Mündung liegt auf einer Höhe von etwa 740 m. Entlang dem gesamten Flusslauf des Río Yanatile und seiner beiden Quellflüsse führt eine Straße, welche die im Süden gelegene Provinzhauptstadt Calca mit dem unteren Urubamba-Tal verbinden. Es gibt mehrere größere Ortschaften und Siedlungen entlang den Flussläufen.

## Quellflüsse
Der Río Lares, im Oberlauf Quebrada Ajopata und Quebrada Mauccau, hat eine Länge von 35 km. Er entspringt  an der Nordflanke des 5092 m hohen Ccerayoc, einem Gipfel der Cordillera Urubamba, 3,8 km östlich vom Sahuasiray, auf einer Höhe von etwa 4550 m. Der Río Lares fließt in überwiegend nordnordwestlicher Richtung durch das Bergland. Bei Flusskilometer 17 passiert er das Distriktverwaltungszentrum Lares. Bei Flusskilometer 8 befinden sich die Orte Choquecancha am rechten Berghang sowie Ccachin am linken Berghang oberhalb des Flusstals.
Der Río Amparaes ist der rechte Quellfluss des Río Yanatile. Er besitzt eine Länge von etwa 39 km. Er entspringt  auf einer Höhe von etwa 4580 m an der Nordflanke des 4742 m hohen Cerro Huacajaja. Der Río Amparaes fließt anfangs in nordnordwestlicher Richtung. Bei Flusskilometer 20 passiert er die größere Ortschaft Amparaes. Auf den unteren 17 Kilometern wendet sich der Fluss nach Nordwesten.

## Einzugsgebiet
Der Río Yanatile entwässert ein Areal von etwa 2957 km². Dieses liegt in den Distrikten Lares und Yanatile der Provinz Calca sowie in den Distrikten Ocobamba und Quellouno in der Provinz La Convención. Das Einzugsgebiet umfasst die Nordflanke der Cordillera Urubamba und die nördlich von dieser verlaufenden Gebirgskämme der peruanischen Ostkordillere. Das Einzugsgebiet des Río Yanatile wird von den Einzugsgebieten des Río Yavero (im Norden und im Osten) und des oberstrom gelegenen Río Urubamba (im Süden und im Westen) umschlossen.

## Ökologie
In der Quellregion des Río Lares befinden sich die vier privaten Schutzgebiete (Àreas de Conservación Privada) Sele Tecse Lares Ayllu, Hatun Queña - Quishuarani Ccollana, Siete Cataratas - Qanchis Paccha und Pampacorral.